# Bomílcar de Cartago
Bomílcar fue un gobernante y militar cartaginés del siglo IV a. C. Era sobrino de Giscón I (337 a. C./330 a. C.) y primo de Amílcar Giscón (330 a. C.). Dirigió las fuerzas cartaginesas contra Agatocles cuando éste invadió el territorio cartaginés el 310 a. C., siendo líder Amílcar, (hijo de Giscón I); Amilcar Giscón gobernó entre el 330 y el 309 a. C.).
En la primera batalla contra los invasores, Bomílcar y el general Hannón dirigieron a los púnicos; Hannón murió y Bomílcar dejó que el enemigo avanzara sobre el territorio cartaginés, según Diodoro Sículo, con el fin de causar pánico entre sus compatriotas y así, imponer una tiranía sobre Cartago dirigida por él mismo. Dos años después, el 308 a. C., intentó tomar el poder, que había quedado vacante, con ayuda de unos 500 ciudadanos leales y algunos mercenarios, pero el Senado de Cartago logró que los sublevados se rindieran con la promesa del perdón. Bomílcar fue capturado y crucificado.